# Tommy Stubbs
Tommy Stubbs (ur. 26 lutego 1990 w Oldham) – angielski bokser, amatorski mistrz Unii Europejskiej Odense 2009.
Jako zawodowiec stoczył 3 zawodowe walki, wygrywając wszystkie na punkty.